# Bezirksliga Niederschlesien 1935/36
De Bezirksliga Niederschlesien 1935/36 was het derde voetbalkampioenschap van de Bezirksliga Niederschlesien, het tweede niveau onder de Gauliga Schlesien en een van de drie reeksen die de tweede klasse vormden. De competitie werd in twee geografisch verdeelde reeksen gespeeld, waarvan de winnaars elkaar bekampten voor de algemene titel. MSV Cherusker Görlitz werd kampioen en speelde de eindronde ter promotie met Reichsbahn-SV Gleiwitz en SC Hertha Breslau, maar werd derde en kon dus geen promotie afdwingen. 

## Bezirksliga Niederschlesien

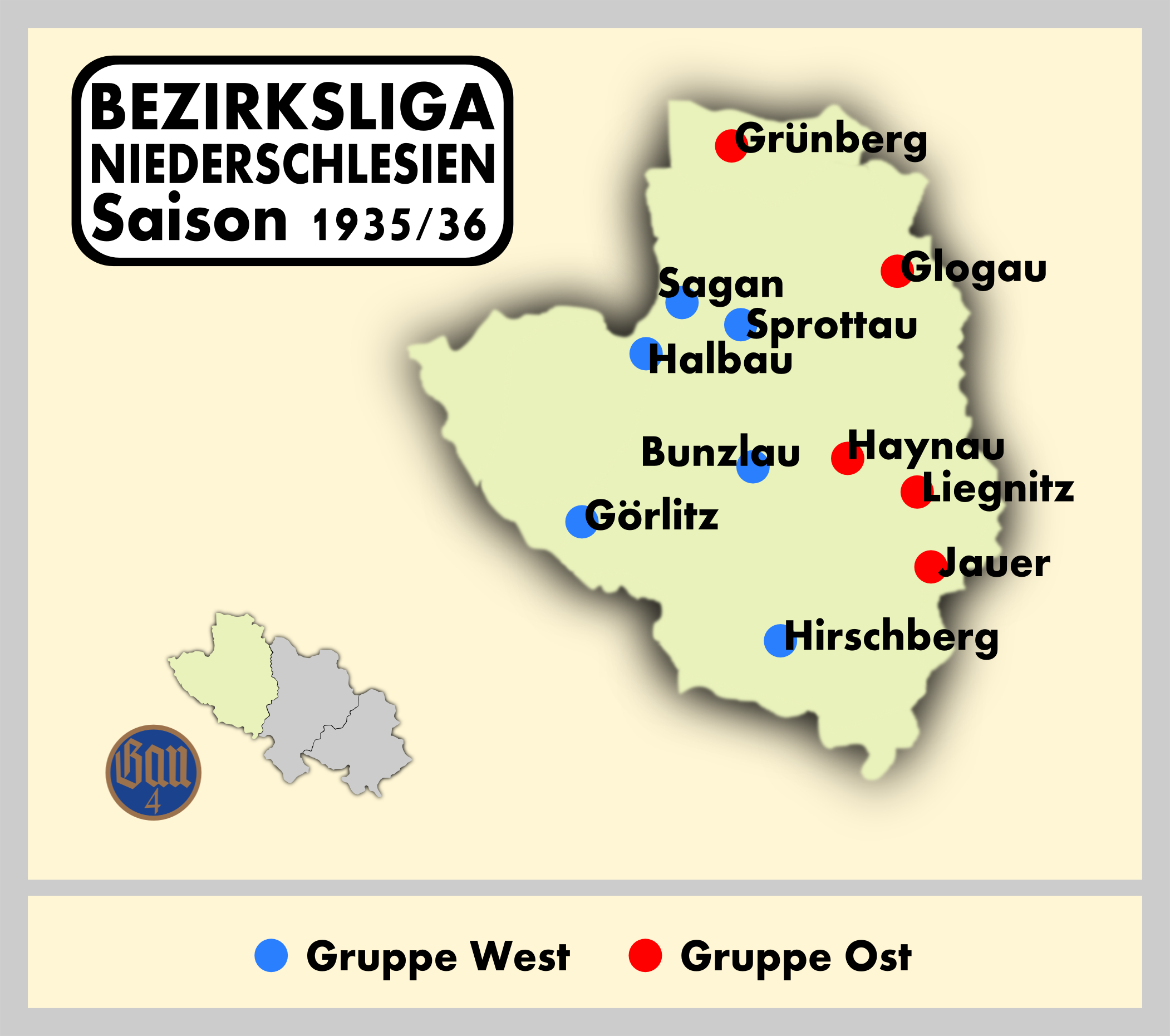
Speelsteden Bezirksliga Niederschlesien.

### Groep Oost
| Plaats | Club                               | Wed. | W  | G | V  | Saldo | Ptn.  |
| ------ | ---------------------------------- | ---- | -- | - | -- | ----- | ----- |
| 1.     | SC Schlesien Haynau                | 16   | 13 | 2 | 1  | 66:23 | 28:04 |
| 2.     | VfB Liegnitz                       | 16   | 9  | 3 | 4  | 35:25 | 21:11 |
| 3.     | Liegnitzer BC Blitz 03             | 16   | 6  | 5 | 5  | 40:29 | 17:15 |
| 4.     | SpVgg 1896 Liegnitz                | 16   | 5  | 7 | 4  | 38:36 | 17:15 |
| 5.     | SC Preußen 1911 Glogau             | 16   | 7  | 2 | 7  | 36:50 | 16:16 |
| 6.     | SC Jauer                           | 16   | 6  | 3 | 7  | 34:35 | 15:17 |
| 7.     | Vereinigte Grünberger Sportfreunde | 16   | 4  | 5 | 7  | 25:39 | 13:19 |
| 8.     | MSV Glogau (1)                     | 16   | 3  | 4 | 9  | 20:14 | 10:22 |
| 9.     | Reichsbahn SV Schlesien Liegnitz   | 16   | 3  | 1 | 12 | 28:71 | 07:25 |

(1): MSV Glogau had wellicht geen mogelijkheid dit seizoen om thuiswedstrijden te spelen, daar alle thuiswedstrijden op een 0-0 score eindigde met twee punten die aan de tegenstander toegekend werden. De club speelde wel uitwedstrijden en trok zich na dit seizoen compleet terug uit de competitie. 
|  | Geplaatst voor finale |
|  | Degradatie            |

### Groep West
| Plaats | Club                  | Wed. | W  | G | V  | Saldo | Ptn.  |
| ------ | --------------------- | ---- | -- | - | -- | ----- | ----- |
| 1.     | MSV Cherusker Görlitz | 14   | 10 | 3 | 1  | 31:08 | 23:05 |
| 2.     | Saganer SV            | 14   | 10 | 1 | 3  | 41:16 | 21:07 |
| 3.     | STC Görlitz           | 14   | 9  | 3 | 2  | 36:15 | 21:07 |
| 4.     | SpVgg Bunzlau         | 14   | 8  | 1 | 5  | 36:19 | 17:11 |
| 5.     | Gelb-Weiß Görlitz     | 14   | 5  | 4 | 5  | 23:23 | 14:14 |
| 6.     | SC Halbau             | 14   | 2  | 3 | 9  | 10:18 | 07:21 |
| 7.     | SV 1920 Sprottau      | 14   | 2  | 1 | 11 | 14:47 | 05:23 |
| 8.     | STC Hirschberg        | 14   | 2  | 0 | 12 | 13:58 | 04:24 |

|  | Geplaatst voor finale |

### Finale
Heen
|               |                       |       |                     |         |
| 26 april 1936 | MSV Cherusker Görlitz | 1 - 0 | SC Schlesien Haynau | Görlitz |
| 26 april 1936 |                       |       |                     | Görlitz |

Terug
|             |                     |       |                       |        |
| 10 mei 1936 | SC Schlesien Haynau | 0 - 1 | MSV Cherusker Görlitz | Haynau |
| 10 mei 1936 |                     |       |                       | Haynau |

## Promotie-eindronde Kreisklasse

### Groep Oost
| Plaats | Club                | Wed. | W | G | V | Saldo | Ptn.  |
| ------ | ------------------- | ---- | - | - | - | ----- | ----- |
| 1.     | FC Preußen Goldberg | 4    | 2 | 1 | 1 | 11:08 | 05:03 |
| 2.     | VfB Freystadt       | 4    | 2 | 0 | 2 | 10:08 | 04:04 |
| 3.     | SV Rauschwitz       | 4    | 1 | 1 | 2 | 08:13 | 03:05 |

|  | Promotie naar Bezirksliga Niederschlesien 1936/37 |

### Groep West
| Plaats | Club                     | Wed. | W | G | V | Saldo | Ptn.  |
| ------ | ------------------------ | ---- | - | - | - | ----- | ----- |
| 1.     | ATV Penzig               | 4    | 2 | 0 | 2 | 12:07 | 04:04 |
| 2.     | SV Preußen Bad Warmbrunn | 4    | 2 | 0 | 2 | 07:09 | 04:04 |
| 3.     | SV Mallmitz              | 4    | 2 | 0 | 2 | 09:12 | 04:04 |

|  | Promotie naar Bezirksliga Niederschlesien 1936/37 |